# Tratado de Elche

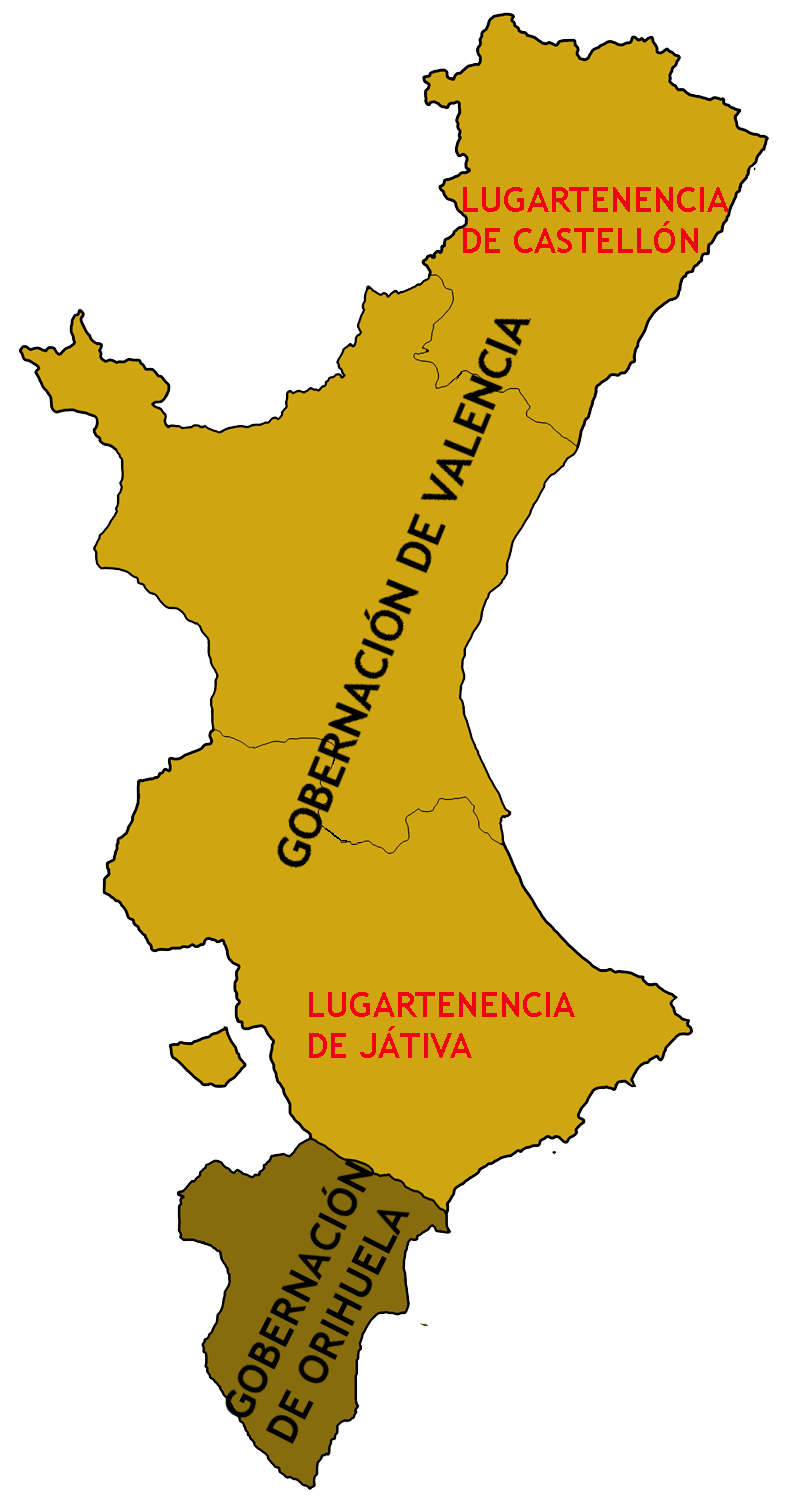
Os territórios atribuídos ao Reino de Valência depois da Sentença Arbitral de Torrellas e do Tratado de Elche formaram a Procuração Geral de Orihuela

O Tratado de Elche é um acordo realizado entre os reinos de Castela e da Coroa de Aragão em 1305, no qual foram revistos os seus limites fronteiriços fixados um ano antes na Sentença Arbitral de Torrellas. As trocas fronteiriças fizeram-se em relação aos territórios conquistados entre 1296 e 1300 por Jaime II de Aragão no reino de Múrcia, dependente de Castela. A principal modificação em relação ao Tratado de Torrellas foi a devolução da cidade de Cartagena a Castela.
Politicamente, este tratado significou a aceitação dos Fueros de Valencia por parte dos nobres e da igreja no "Regne de València Ultra Sexonam" (literalmente, "Reino de Valência depois de Jijona"), se bem que se tinham incluído dez preceitos específicos de aplicação privativa para as povoações de Alicante, Elche, Orihuela e Guardamar del Segura. Além disso, tais localidades adquiriram o título de vila real no Reino de Valência, além de Caudete, pelo que adquiriram representação nas Cortes Valencianas com voz e voto.